# Anton Francesco Grazzini
Anton Francesco Grazzini detto il Lasca (Firenze, 22 marzo 1505 – Firenze, 18 febbraio 1584) è stato un poeta, scrittore e commediografo italiano.

## Biografia

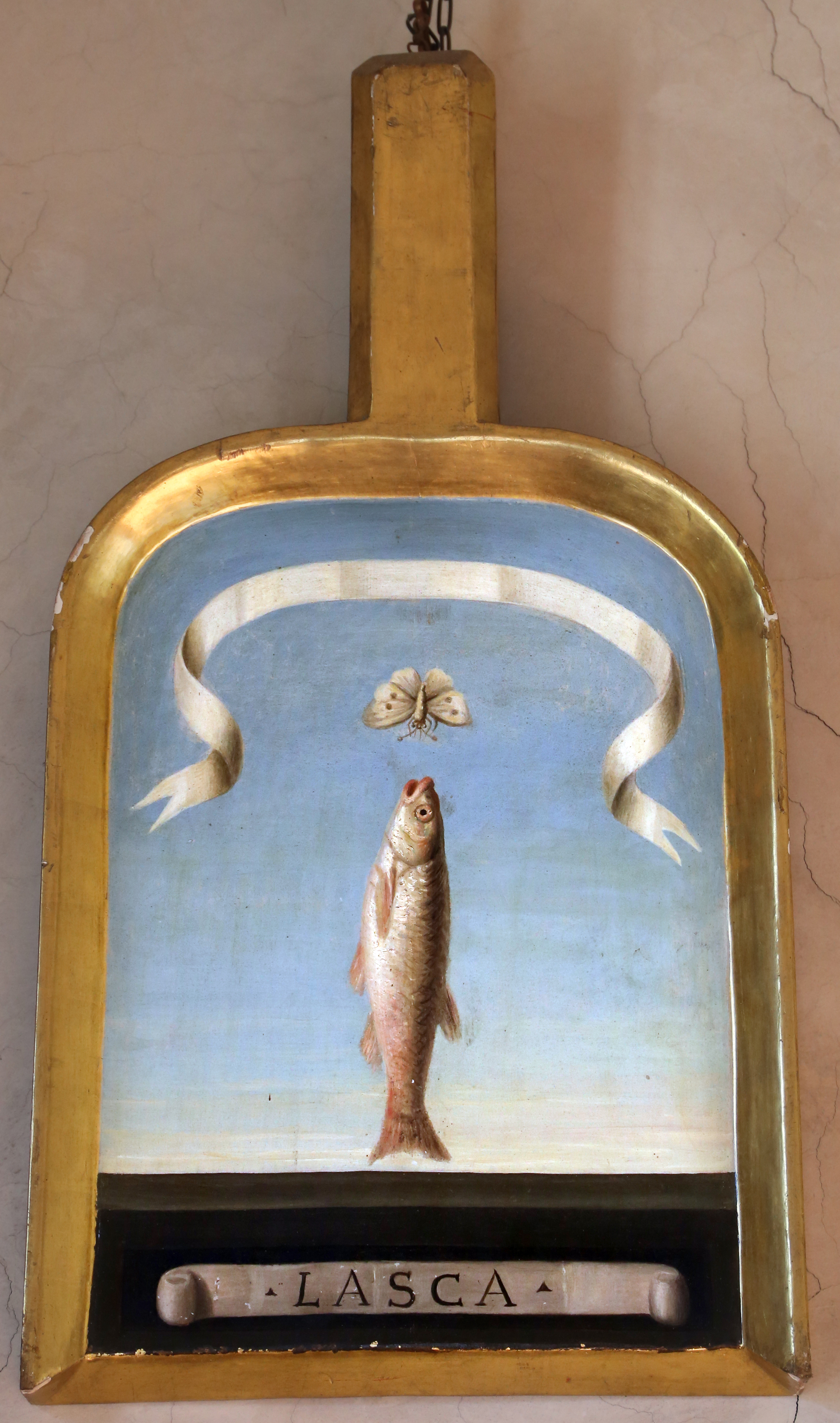
La pala di Anton Francesco Grazzini (il Lasca) all'Accademia della Crusca

Nasce da una famiglia originaria di Staggia, centro murato situato in Valdelsa. Sul luogo della sua nascita si è dubitato a lungo (Staggia Senese oppure Firenze) anche per l'equivoca interpretazione di alcuni suoi versi autobiografici, in cui il poeta stesso scrisse di sé Io sono a Staggia, ch'è la patria mia, e de' miei primi l'antica magione (...) Tuttavia è stato definitivamente dimostrato, sulla base di fonti archivistiche, che nacque a Firenze, il 22 marzo 1505. 
La famiglia era proprietaria e gerente di una farmacia di Firenze, ancora oggi esistente in piazza San Giovanni, mentre il padre svolgeva la professione di notaio. Anton Francesco non segue le orme del padre e rimane associato alla farmacia di famiglia, dove inizia a lavorare nel 1521. Sin da giovane si nota la sua natura anticonformista, il suo essere insofferente alle regole e alle pedanterie. Non compie studi regolari, ma da autodidatta si costruisce una solida cultura; volutamente non impara né il greco né il latino, preferendo e lodando la lingua italiana. Fermamente criticò l'uso aristocratico di queste lingue, e combatté la sua battaglia soprattutto con l'ironia, l'umorismo e la satira.
È nella farmacia di famiglia, frequentata da uomini di cultura come Giovanni Mazzuoli o Niccolò Machiavelli, che nel 1540, con altri letterati, egli fondò l'Accademia degli Umidi, da cui viene espulso nel 1547 a causa delle sue idee anticlassiciste per poi essere riammesso nel 1566.
Sempre nel 1540 fece il suo esordio letterario nel salotto della colta cortigiana Maria da Prato. In occasione dell'epifania di quell'anno vi rappresentò la farsa Il frate.
Nel 1582 fonda insieme a Leonardo Salviati e altri l'Accademia della Crusca creata per mantenere la "purezza" della lingua italiana e per preservarla da ogni contaminazione.
Dopo aver dedicato l'intera vita alla letteratura, morì a Firenze dove fu sepolto nella tomba di famiglia nella chiesa di san Pier Maggiore, edificio abbattuto nel 1784.

## Stile e opere
Il suo stile rispecchia la tradizione boccacesca e bernesca e il suo anticonformismo. Fu strenuo difensore e continuatore della tradizione fiorentina della poesia giocosa e popolaresca.
Tra le poesie, le più note sono burlesche, sull'esempio del Berni; tra le altre Á riformatori della lingua toscana, In lode del Boccaccio rinnovato e la poesia umoristica Contro alle Sberrettate. Da ricordare anche la Raccolta de' Canti Carnascialeschi e Trionfi in cui assemblò i componimenti che, sul modello di quelli di Lorenzo il Magnifico, erano stati scritti fino ad allora (il libro comprendeva Canti del Lasca stesso). Il metro era quello delle Laudi sacre, ma venivano cantati in maschera per carnevale su carri che rappresentavano le diverse corporazioni. Avevano un testo licenzioso e scabroso, e non passarono indenni la censura. Il volume fu sequestrato e ne furono esclusi i testi di Giovan Battista dell'Ottonaio e Araldo della Signoria, mentre il rimanente poté essere stampato nel 1558.
La sua fama è però legata alle Commedie e alle Cene. Le Cene (1549) sono una raccolta di novelle narrate da dieci giovani, cinque ragazzi e cinque ragazze, che si riuniscono per tre giovedì consecutivi in periodo di Carnevale. Il modello strutturale è quello del Decameron. Le Commedie sono in tutto sette, e sono tutte anteriori al 1566: La gelosia (1551), La spiritata (1560), La strega, La sibilla, La pinzochera, I parentadi, L'arzigogolo. Secondo Arturo Graf, ce n'è un'ottava, Il pedante, che sarebbe stata data alle fiamme dall'autore stesso.  Solo due, tuttavia, furono rappresentate vivente l'autore, La gelosia, presso la sala del Papa del chiostro di Santa Maria Novella nel carnevale del 1550, e La spiritata, prima a Bologna e poi a Firenze, presso Bernardetto de' Medici, in occasione del carnevale 1560.
Affrontò anche il poema epico-romanzesco. Ci è rimasto un poemetto incompiuto di 44 ottave, La guerra de' mostri, in cui, malgrado la base comica, è riscontrabile un'allegoria oscura (la lotta dei Giganti contro gli Dèi, i quali si alleano con i Nani), da interpretare forse come sfogo polemico in seguito all'esclusione del Lasca dall'Accademia Fiorentina. La prima edizione dell'opera porta infatti la data del 1547. La Guerra voleva essere una continuazione della Gigantea e della Nanea, rispettivamente di Girolamo Amelonghi e Michelangelo Serafini. Alcuni elementi del testo grazziniano - fra tutti una evidente influenza della Batracomiomachia pseudo-omerica - hanno indotto gli studiosi a parlare per la Guerra del primo testo eroicomico della letteratura italiana.
Dopo la morte, cadde nell'oblìo per un secolo e mezzo, fino a quando l'editore Francesco Moucke ne pubblicò le Rime nel 1741-42. L'opera fu curata da Antonio Maria Biscioni, che vi premise una Vita del Lasca da cui è stato possibile trarre la maggior parte delle informazioni biografiche sul Grazzini.

## Curiosità
- In difesa della tradizione letteraria della poesia giocosa curò la pubblicazione e la stampa delle poesie di diversi autori, tra i quali Berni, Burchiello, Antonio Alamanni e di altri poeti berneschi e burchielleschi[9]. Voleva licenziare anche un'edizione critica del Morgante, ma il governo lo vietò a causa di molti passi dell'opera ritenuti pericolosi per la fede, in un periodo dominato dalla spinta controriformistica.
- All'interno della Farmacia "All'insegna del moro" di Firenze è presente una lapide in marmo che riporta: In questa officina già del Saracino or del Moro, fin dal MDXXI fu farmacista A.F. Grazzini da Staggia, leggiadro poeta, commediografo e novelliere che quivi accolti a sua cura precipua Machiavelli, Mazzuoli da Strada e lo Zanchino, con altri di quei dotti in lieti convegni, l'Accademia degli Umidi di poi Fiorentina, fondava le cui dette incruscate adunanze in quelle della celebre Crusca si trasmutarono, nelle quali tutte ei tolse il nome da impresa ove una lasca guizza dall'onda a ghermire incauta farfalla[10].